# ألكسندر ريباك

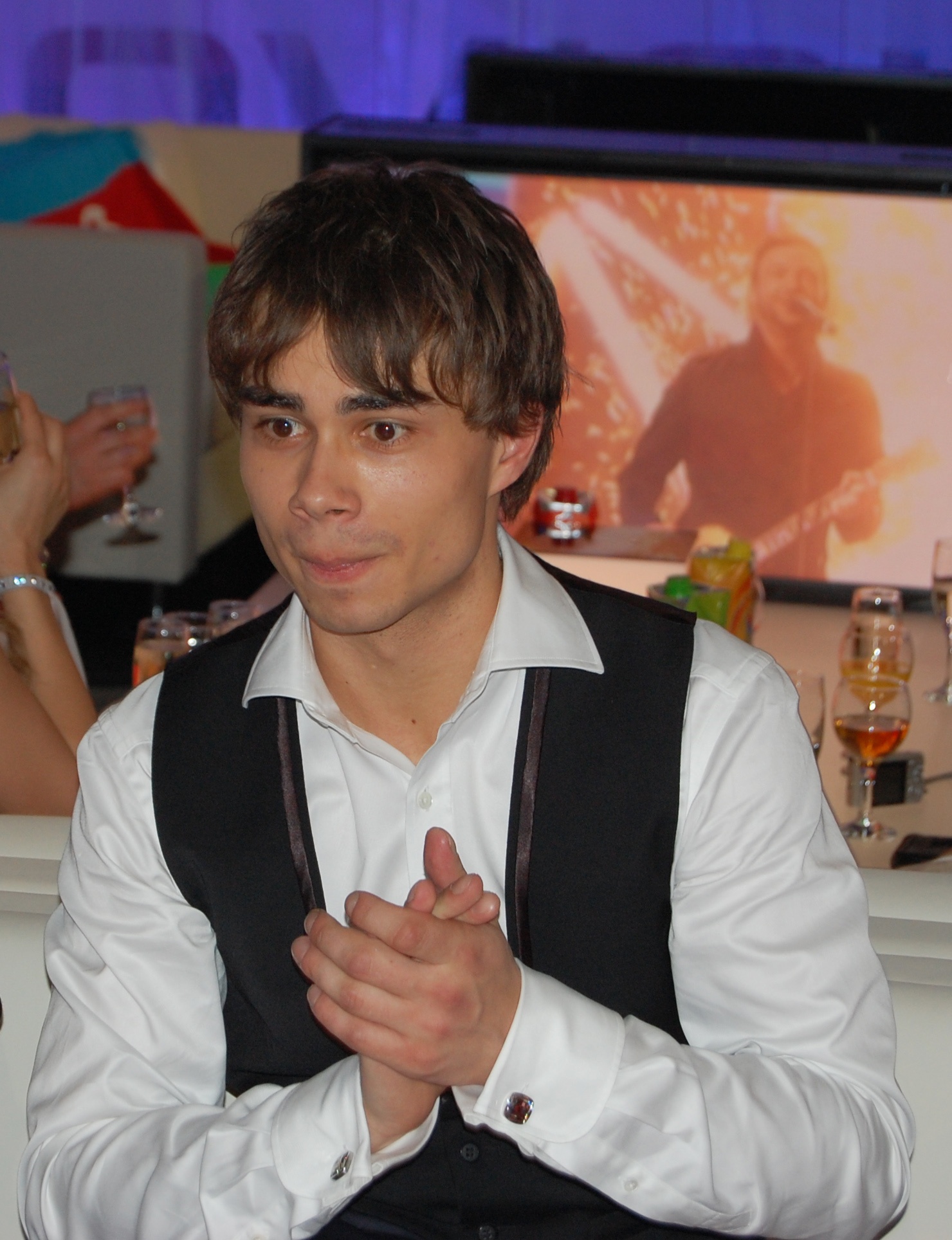
الكسندر ريباك

ألكسندر ريباك (بالبيلاروسية: Аляксандр Рыбак)‏ هو مغني وملحن وممثل نرويجي من مواليد 13 مايو 1986. ولد في بيلاروسيا وعندما كان في سن الرابعة هاجرت عائلته إلى النرويج. وتعلم العزف على الكمان في عمر 5 سنوات. وقد فاز بجائزة عام 2004، واشترك أيضا بمسابقة يوروفيجن للأغاني لسنة 2009 وقد فاز بها ليحقق 387 نقطة.

## روابط خارجية
- ألكسندر ريباك على موقع IMDb (الإنجليزية)
- ألكسندر ريباك على موقع ميوزك برينز (الإنجليزية)
- ألكسندر ريباك على موقع أول ميوزيك (الإنجليزية)
- ألكسندر ريباك على موقع ديسكوغز (الإنجليزية)
- ألكسندر ريباك على موقع قاعدة بيانات الفيلم (الإنجليزية)